# Pirquinero
Un pirquinero es un minero que realiza las labores de extracción de mineral en forma artesanal y generalmente de manera independiente. Existen pirquineros del oro, del cobre y del carbón. El Norte Chico es históricamente el lugar donde ha habido más pirquineros en Chile.
En Chile, para efectos legales, en cualquier grupo donde trabajén más de seis mineros estos ya no se consideran pirquineros. En Chile, los pirquineros venden su extracción a cooperativas, las que a su vez la venden a la Empresa Nacional de Minería (ENAMI). Los pirquineros del carbón de la Región del Biobío, en Chile, producen 100 000 toneladas de carbón al año.[cita requerida]
Desde 1984 los pirquineros en Chile se encuentran cubiertos por el seguro social contra riesgos de accidente y enfermedades profesionales.
Aunque en España se ha malentendido que los pirquineros serían mineros ilegales, en Chile estas personas realizan una actividad plenamente reconocida.